# 1707
1707 (MDCCVII) a fost un an obișnuit al calendarului gregorian, care a început într-o zi de vineri.

## Evenimente
- 1 mai: S-a încheiat Tratatul de Uniune, prin care s-a realizat unirea Angliei și a Țării Galilor cu Scoția, sub numele de Marea Britanie, inițiat de regina Anna.
- 31 iulie: A doua domnie în Moldova a lui Mihai Ion Racoviță (1707-1709). Domnia sa este marcată de sporirea dărilor și înființarea altora noi, cum este “fumăritul” (o sumă de bani percepută fiecărei gospodării).
- 22 octombrie: Dezastrul naval din Sicilia: navele Marinei Regale britanice se deplasau, prin manevre riscante, printre recifele aflate la vest de Insulele Siciliei. Patru nave s-au scufundat și aproximativ 2.000 de oameni și-au pierdut viața.

## Nașteri
- 15 aprilie: Leonhard Euler, matematician și fizician elvețian (d. 1783)
- 22 aprilie: Henry Fielding, romancier și dramaturg englez (d. 1754)
- 23 mai: Carl Linné, botanist, fizician și zoolog suedez (d. 1778)
- 17 decembrie: Ernest Frederic al II-lea, Duce de Saxa-Hildburghausen (d. 1745)

## Decese
- 4 ianuarie: Ludwig Wilhelm, Margraf de Baden-Baden, 51 ani (n. 1655)
- 27 decembrie: Jean Mabillon, călugăr și istoric francez, 75 ani (n. 1632)

### Nedatate
- Aurangzeb (n. Muhi-al-Din Muhammad), 88 ani, ultimul mare împărat din Imperiul Mogul al Indiei (1659-1707), (n. 1618)